# Shorinji Kempo
Shōrinji Kempō (少林寺拳法, âm Hán Việt: Thiếu Lâm Tự Quyền Pháp) là một trong chín môn võ thuật lớn của Nhật Bản (theo nhận định của tổ chức Nippon Budokan - Nhật Bản Võ Đạo Quán) và là một chi phái của võ Thiếu Lâm, do Sō Dōshin (tên thật là Nakano Michio) sáng lập vào năm 1947 trên cơ sở môn Kungfu của Trung Quốc (người Nhật gọi môn này là kempo).
Nakano Michio vốn được lục quân Nhật Bản gửi sang Trung Quốc học võ để về xây dựng lực lượng đặc công của Nhật. Tại Trung Quốc, Nakano được Trần Lương, một cao thủ Kungfu của Nghĩa Hòa Đoàn nhận làm đệ tử và đặt cho tên Tôn Đạo Thần (âm Hán-Nhật là Sō Dōshin). Sau khi bị điều tới vùng Đông Bắc Trung Quốc, Sō Dōshin tiếp tục học võ từ Văn Thái Tôn, sư phụ đời thứ hai mươi của Bắc Thiếu Lâm Nghĩa Hòa Môn Quyền.
Sau khi Nhật Bản đầu hàng quân Đồng Minh năm 1945, tinh thần người Nhật suy sụp ghê gớm. Để góp phần động viên tinh thần cho người Nhật, Sō Dōshin lập ra môn võ Shōrinji Kempō.
Từ Nhật Bản, môn võ này đã được phổ biến ra thế giới. Tại Đại hội thể thao Đông Nam Á XXIV tổ chức năm vào năm 2007 tại Thái Lan, Shorinji Kempo đã được đưa vào làm một môn biểu diễn.